# Rajdowe Samochodowe Mistrzostwa Polski 2004

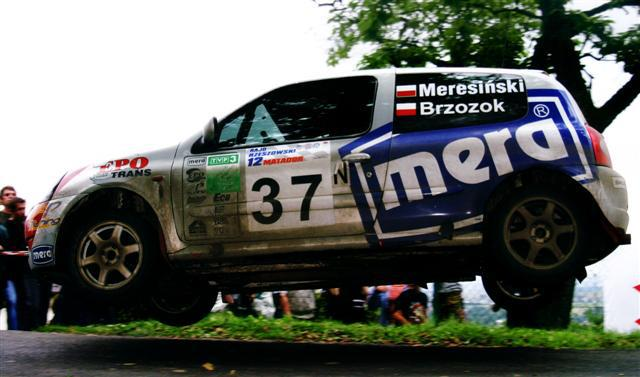
Piotr Meresiński podczas Rajdu Rzeszowskiego 2004

Ten artykuł dotyczy sezonu 2004 Rajdowych Samochodowych Mistrzostw Polski.

## Kalendarz
| Runda | Data          | Rajd                | Baza      | Nawierzchnia | Dod. kat. |        |
| ----- | ------------- | ------------------- | --------- | ------------ | --------- | ------ |
| 1     | 7.05 – 8.05   | 32. Rajd Elmot      | Świdnica  | asfalt       |           | Wyniki |
| 2     | 28.05 – 29.05 | 61. Rajd Polski     | Kłodzko   | asfalt       | ERC       | Wyniki |
| 3     | 2.07 – 4.07   | 30. Rajd Kormoran   | Olsztyn   | szuter       | ERC N5    | Wyniki |
| 4     | 16.07 – 17.07 | 5. Rajd Nikon       | Wałbrzych | asfalt       |           | Wyniki |
| 5     | 13.08 – 14.08 | 12. Rajd Rzeszowski | Rzeszów   | asfalt       |           | Wyniki |
| 6     | 8.10 – 9.10   | 31. Rajd Warszawski | Płońsk    | szuter       |           | Wyniki |

## Klasyfikacje

### Klasyfikacja generalna kierowców[1]
Kierowcy nie zgłoszeni do RSMP (startujący np. podczas Rajdu Polski) nie są brani pod uwagę. Do klasyfikacji wliczanych było 5 z 6 najlepszych wyników.
| Poz. | Kierowca                                              | ELM                               | POL                               | KOR                               | NIK               | RZE               | WAR               | Suma punktów      |
| ---- | ----------------------------------------------------- | --------------------------------- | --------------------------------- | --------------------------------- | ----------------- | ----------------- | ----------------- | ----------------- |
| 1    | Leszek Kuzaj                                          | 1*                                | 1*                                | NU                                | 4*                | 1*                | 3                 | 45                |
| 2    | Michał Bębenek                                        | NU                                | 3                                 | NU                                | 1                 | 2                 | 2                 | 32                |
| 3    | Michał Sołowow                                        | 2                                 | 4                                 | 2                                 | NU                | NU                | 1*                | 32                |
| 4    | Grzegorz Grzyb                                        | 5                                 | 5                                 | 6                                 | 2                 | 5                 | 11                | 23                |
| 5    | Maciej Lubiak                                         | 3                                 | 6                                 | 3                                 | NU                | 3                 | NU                | 21                |
| 6    | Tomasz Czopik                                         | NU                                | NU                                | 5                                 | 3                 | 4                 | 4                 | 20                |
| 7    | Tomasz Kuchar                                         | 4                                 | 2                                 | NU                                | 6                 | NU                | 7                 | 18                |
| 8    | Stefan Karnabal                                       | 9                                 | 8                                 | 4                                 | 7                 | 6                 | 5                 | 15                |
| 9    | Krzysztof Hołowczyc                                   |                                   |                                   | 1*                                |                   |                   |                   | 11                |
| 10   | Maciej Oleksowicz                                     | 7                                 | NU                                | 7                                 | 9                 | 8                 | 6                 | 8                 |
| 11   | Sebastian Frycz                                       | 6                                 | 7                                 | 10                                | NU                | 9                 | 9                 | 5                 |
| 12   | Michał Kościuszko                                     | 10                                | 9                                 | 9                                 | 5                 | 10                | 10                | 4                 |
| 13   | Mariusz Pelikański                                    | NU                                | 10                                | NU                                | NU                | 7                 | 12                | 2                 |
| 14   | Piotr Maciejewski                                     | 8                                 | NU                                | 11                                | NU                | NU                | 8                 | 2                 |
| 15   | Łukasz Szterleja                                      | 15                                | 12                                | NU                                | 8                 | 22                | 15                | 1                 |
| 16   | Radosław Typa                                         |                                   |                                   | 8                                 |                   |                   |                   | 1                 |
|      | Klucz punktacji: 10-8-6-5-4-3-2-1                     | Klucz punktacji: 10-8-6-5-4-3-2-1 | Klucz punktacji: 10-8-6-5-4-3-2-1 | Klucz punktacji: 10-8-6-5-4-3-2-1 | NU – nie ukończył | NU – nie ukończył | NU – nie ukończył | NU – nie ukończył |
|      | * dodatkowy punkt za wygranie największej liczby OSów |                                   |                                   |                                   |                   |                   |                   |                   |

| Poz. | Kierowca                 | ELM                      | POL                      | KOR                      | NIK               | RZE               | WAR               | Suma punktów      |
| ---- | ------------------------ | ------------------------ | ------------------------ | ------------------------ | ----------------- | ----------------- | ----------------- | ----------------- |
| 1    | Grzegorz Grzyb           | 1                        | 1                        | 1                        | 1                 | 1                 | (3)               | 20                |
| 2    | Sebastian Frycz          | 2                        | 2                        | 3                        | NU                | 3                 | 1                 | 14                |
| 3    | Michał Kościuszko        | 3                        | 3                        | 2                        | 2                 | (4)               | 2                 | 13                |
| 4    | Mariusz Pelikański       | NU                       | 4                        | NU                       | NU                | 2                 | 4                 | 5                 |
|      | Klucz punktacji: 4-3-2-1 | Klucz punktacji: 4-3-2-1 | Klucz punktacji: 4-3-2-1 | Klucz punktacji: 4-3-2-1 | NU – nie ukończył | NU – nie ukończył | NU – nie ukończył | NU – nie ukończył |

| Kolor     | Opis                   |
| --------- | ---------------------- |
| Złoty     | Zwycięzca              |
| Srebrny   | 2. miejsce             |
| Brązowy   | 3. miejsce             |
| Zielony   | Punktowane miejsce     |
| Niebieski | Ukończył nie punktował |
| Fioletowy | Nie ukończył NU        |
| Czarny    | Wykluczony X           |
| Biały     | Nie wystartował NW     |
| Puste     | Nie brał udziału       |

| Poz. | Kierowca                                              | ELM                               | POL                               | KOR                               | NIK               | RZE               | WAR               | Suma punktów      |
| ---- | ----------------------------------------------------- | --------------------------------- | --------------------------------- | --------------------------------- | ----------------- | ----------------- | ----------------- | ----------------- |
| 1    | Leszek Kuzaj                                          | 1*                                | 1*                                | NU                                | 4*                | 1*                | 3                 | 45                |
| 2    | Michał Bębenek                                        | NU                                | 3                                 | NU                                | 1                 | 2                 | 2                 | 32                |
| 3    | Michał Sołowow                                        | 2                                 | 4                                 | 2                                 | NU                | NU                | 1*                | 32                |
| 4    | Grzegorz Grzyb                                        | 5                                 | 5                                 | 6                                 | 2                 | 5                 | 11                | 23                |
| 5    | Maciej Lubiak                                         | 3                                 | 6                                 | 3                                 | NU                | 3                 | NU                | 21                |
| 6    | Tomasz Czopik                                         | NU                                | NU                                | 5                                 | 3                 | 4                 | 4                 | 20                |
| 7    | Tomasz Kuchar                                         | 4                                 | 2                                 | NU                                | 6                 | NU                | 7                 | 18                |
| 8    | Stefan Karnabal                                       | 9                                 | 8                                 | 4                                 | 7                 | 6                 | 5                 | 15                |
| 9    | Krzysztof Hołowczyc                                   |                                   |                                   | 1*                                |                   |                   |                   | 11                |
| 10   | Maciej Oleksowicz                                     | 7                                 | NU                                | 7                                 | 9                 | 8                 | 6                 | 8                 |
| 11   | Sebastian Frycz                                       | 6                                 | 7                                 | 10                                | NU                | 9                 | 9                 | 5                 |
| 12   | Michał Kościuszko                                     | 10                                | 9                                 | 9                                 | 5                 | 10                | 10                | 4                 |
| 13   | Mariusz Pelikański                                    | NU                                | 10                                | NU                                | NU                | 7                 | 12                | 2                 |
| 14   | Piotr Maciejewski                                     | 8                                 | NU                                | 11                                | NU                | NU                | 8                 | 2                 |
| 15   | Łukasz Szterleja                                      | 15                                | 12                                | NU                                | 8                 | 22                | 15                | 1                 |
| 16   | Radosław Typa                                         |                                   |                                   | 8                                 |                   |                   |                   | 1                 |
|      | Klucz punktacji: 10-8-6-5-4-3-2-1                     | Klucz punktacji: 10-8-6-5-4-3-2-1 | Klucz punktacji: 10-8-6-5-4-3-2-1 | Klucz punktacji: 10-8-6-5-4-3-2-1 | NU – nie ukończył | NU – nie ukończył | NU – nie ukończył | NU – nie ukończył |
|      | * dodatkowy punkt za wygranie największej liczby OSów |                                   |                                   |                                   |                   |                   |                   |                   |

| Poz. | Kierowca                 | ELM                      | POL                      | KOR                      | NIK               | RZE               | WAR               | Suma punktów      |
| ---- | ------------------------ | ------------------------ | ------------------------ | ------------------------ | ----------------- | ----------------- | ----------------- | ----------------- |
| 1    | Grzegorz Grzyb           | 1                        | 1                        | 1                        | 1                 | 1                 | (3)               | 20                |
| 2    | Sebastian Frycz          | 2                        | 2                        | 3                        | NU                | 3                 | 1                 | 14                |
| 3    | Michał Kościuszko        | 3                        | 3                        | 2                        | 2                 | (4)               | 2                 | 13                |
| 4    | Mariusz Pelikański       | NU                       | 4                        | NU                       | NU                | 2                 | 4                 | 5                 |
|      | Klucz punktacji: 4-3-2-1 | Klucz punktacji: 4-3-2-1 | Klucz punktacji: 4-3-2-1 | Klucz punktacji: 4-3-2-1 | NU – nie ukończył | NU – nie ukończył | NU – nie ukończył | NU – nie ukończył |

| Kolor     | Opis                   |
| --------- | ---------------------- |
| Złoty     | Zwycięzca              |
| Srebrny   | 2. miejsce             |
| Brązowy   | 3. miejsce             |
| Zielony   | Punktowane miejsce     |
| Niebieski | Ukończył nie punktował |
| Fioletowy | Nie ukończył NU        |
| Czarny    | Wykluczony X           |
| Biały     | Nie wystartował NW     |
| Puste     | Nie brał udziału       |

### Klasyfikacja Grupy N[3]
| Msc | Kierowca       | Pilot              | Punkty |
| --- | -------------- | ------------------ | ------ |
| 1   | Leszek Kuzaj   | Maciej Szczepaniak | 42     |
| 2   | Michał Bębenek | Grzegorz Bębenek   | 32     |
| 3   | Michał Sołowow | Maciej Baran       | 31     |

### Klasyfikacja kategorii F-2[4]
| Msc | Kierowca          | Pilot            | Punkty |
| --- | ----------------- | ---------------- | ------ |
| 1   | Grzegorz Grzyb    | Przemysław Mazur | 50     |
| 2   | Sebastian Frycz   | Maciej Wodniak   | 38     |
| 3   | Michał Kościuszko | Jarosław Baran   | 36     |

### Klasyfikacja w klasie A-7[5]
| Msc | Kierowca              | Pilot | Punkty |
| --- | --------------------- | ----- | ------ |
| 1   | Zbigniew Staniszewski | -     | 2      |

### Klasyfikacja w klasie A-6[6]
| Msc | Kierowca            | Pilot            | Punkty |
| --- | ------------------- | ---------------- | ------ |
| 1   | Robert Kujawski     | -                | 12     |
| 2   | Sebastian Żabiński  | Maja Suknarowska | 10     |
| 3   | Dariusz Chudobiński | Przemysław Szulc | 6      |

### Klasyfikacja w klasie N-3[7]
| Msc | Kierowca          | Pilot                  | Punkty |
| --- | ----------------- | ---------------------- | ------ |
| 1   | Piotr Meresiński  | -                      | 11     |
| 2   | Bartłomiej Boruta | Sławomir Grabarkiewicz | 9      |
| 3   | Cezary Piekarski  | Michał Rosiak          | 5      |

### Klasyfikacja w klasie A-TD[8]
| Msc | Kierowca   | Pilot | Punkty |
| --- | ---------- | ----- | ------ |
| 1   | T. Płaczek | -     | 3      |

### Klasyfikacja w klasie A-5[9]
| Msc | Kierowca       | Pilot       | Punkty |
| --- | -------------- | ----------- | ------ |
| 1   | Jacek Płonka   | Piotr Rusin | 22     |
| 2   | Ryszard Plucha | -           | 15     |
| 3   | Marcin Fryda   | -           | 11     |

### Klasyfikacja w klasie N-2[10]
| Msc | Kierowca           | Pilot             | Punkty |
| --- | ------------------ | ----------------- | ------ |
| 1   | Marcin Sienkiewicz | Marek Bała        | 14     |
| 2   | Bogdan Choma       | -                 | 14     |
| 3   | Adam Zdebel        | Grzegorz Sielicki | 5      |

### Klasyfikacja indywidualna „Talent Roku 2004” wśród kierowców[11]
| Msc | Kierowca          | Punkty |
| --- | ----------------- | ------ |
| 1   | Michał Kościuszko | 46     |
| 2   | Marcin Pasecki    | 33     |
| 3   | Piotr Leoniec     | 22     |

### Klasyfikacja indywidualna „Talent Roku 2004” wśród pilotów[12]
| Msc | Kierowca           | Punkty |
| --- | ------------------ | ------ |
| 1   | Tomasz Spurek      | 39     |
| 2   | Krzysztof Maskalan | 34     |
| 3   | Michał Dobrowolski | 30     |

### Klasyfikacja Zespołów Sponsorskich[13]
| Msc | Zespół                     | Punkty |
| --- | -------------------------- | ------ |
| 1   | Subaru Poland Rally Team   | 44     |
| 2   | Cersanit Rally Team        | 34     |
| 3   | Hydroland-Bolix Rally Team | 34     |

### Klasyfikacja Zespołów Producenckich[14]
| Msc | Zespół  | Punkty |
| --- | ------- | ------ |
| 1   | Subaru  | 12     |
| 2   | Fiat    | 9      |
| 3   | Peugeot | 4      |

### Rajdowy Puchar Peugeot[15]
| Msc | Kierowca         | Pilot              | Punkty |
| --- | ---------------- | ------------------ | ------ |
| 1   | Piotr Adamus     | Magdalena Zacharko | 105    |
| 2   | Łukasz Szterleja | Marek Lisicki      | 97     |
| 3   | Piotr Leoniec    | Krzysztof Maskalan | 86     |